# Atractus paisa
Atractus paisa – gatunek węża z rodziny połozowatych (Colubridae), występujący endemicznie w Kolumbii.

## Systematyka
Gatunek ten został opisany w 2009 roku przez Paulo Passosa, Juana C. Arredondo, Ronaldo Fernandesa i Johna D. Lyncha pod nazwą Atractus paisa. Holotyp (samica o oznaczeniu ICN 10698) został odłowiony w marcu 1996 roku przez A. Hincapié w Vereda San Francisco (5°43′N 75°19′W/5,716667 -75,316667), w gminie Sonsón w departamencie Antioquia na wysokości około 2600 m n.p.m. Autorzy przebadali też 26 paratypów.

### Etymologia
- Atractus: gr. ατρακτος atraktos „wrzeciono, strzała”[5].
- paisa: od hiszpańskiego słowa paisa określającego chłopa z departamentu Antioquia.

## Występowanie
Gatunek ten występuje w północnej części Kordyliery Środkowej w zachodniej Kolumbii, od Sonsón do La Unión w departamencie Antioquia w zakresie wysokości 2100–2600 m n.p.m.

## Morfologia
Jest to średniej wielkości wąż o małej głowie, której szerokość jest podobna do szerokości szyi, i małych oczach. Górne części ciała są czarne z kilkoma nieregularnymi kremowobiałymi kropkami, czasami układającymi się w linie. Brzuch jest kremowobiały z dużymi czarnymi plamami na środku tworzącymi pas brzuszny.
Wymiary:
|                    | Samiec   | Samica   |
| Długość SVL (mm)   | 351      | 401      |
| Łuski brzuszne     | 153–162  | 158–165  |
| Łuski grzbietowe   | 15/15/15 | 15/15/15 |
| Tarczki podogonowe | 25–31    | 19–22    |

## Ekologia
Autorzy pierwszego opisu podali, że gatunek zamieszkuje las mglisty, jednak większość okazów typowych odłowiono na terenach upraw kwiatów ozdobnych. Brak informacji o diecie tego gatunku.

## Status
W Czerwonej księdze gatunków zagrożonych IUCN Atractus paisa jest klasyfikowany jako gatunek najmniejszej troski (LC, ang. Least Concern).